# Пакените, Санта
Са́нта Пакени́те (лит. Santa Pakenytė; 11 декабря 1991) — литовская самбистка и дзюдоистка, представительница тяжёлой весовой категории. Участница летних Олимпийских игр в Рио-де-Жанейро, бронзовая призёрка летней Универсиады в Кванджу (2015) и серебряная призёрка летней Универсиады в Тайбэе (2017), обладательница двух бронзовых медалей чемпионатов мира, многократная чемпионка литовских национальных первенств.

## Биография
Санта Пакените родилась 11 декабря 1991 года. Серьёзно заниматься борьбой дзюдо и самбо начала с раннего детства, проходила подготовку под руководством тренеров Станисловаса Куликаускаса и Пентраса Виницюнаса. В возрасте четырнадцати лет уже активно выступала на соревнованиях.
Первого серьёзного успеха на взрослом международном уровне добилась в сезоне 2008 года, когда вошла в основной состав литовской национальной сборной по самбо и побывала на чемпионате мира в Санкт-Петербурге, откуда привезла награду бронзового достоинства, выигранную в тяжёлой весовой категории.
В 2011 году Пакените завоевала бронзовую медаль на домашнем мировом первенстве по самбо в Вильнюсе и впервые стала чемпионкой Литвы по дзюдо в тяжёлом весе. Год спустя защитила звание национальной чемпионки, дебютировала на Кубках мира и Европы, где сумела выиграть бронзовые медали. В 2013 году в третий раз одержала победу на чемпионате Литвы по дзюдо, будучи студенткой, отправилась представлять страну на летней Универсиаде в Казани, но попасть здесь в число призёров не смогла, на стадии четвертьфиналов проиграла россиянке Марии Шекеровой (в утешительном турнире за третье место так же успеха не добилась).
На чемпионате Литвы по дзюдо 2014 года в Каунасе Санта Пакените в четвёртый раз подряд одержала победу в зачёте тяжёлой весовой категории. В следующем сезоне была второй в зачёте национального первенства, при этом заняла пятое место на Европейских играх в Баку и завоевала бронзовую медаль на Универсиаде в Кванджу.
Благодаря череде удачных выступлений удостоилась права защищать честь страны на летних Олимпийских играх 2016 года в Рио-де-Жанейро. Уже в стартовом поединке встретилась с сильной японкой Канаэ Ямабэ и проиграла ей, лишившись тем самым всяких шансов на попадание в число призёров.